# Флорештский район
Флоре́штский райо́н (рум. Raionul Florești, Район Флорешты) — административно-территориальная единица Республики Молдова.

## География
Расположен на севере страны. Предположительно войдёт в состав нового еврорегиона «Днестр».

## История
Как и большинство районов Молдавской ССР, образован 11 ноября 1940 года с центром в городе Флорешты. До 16 октября 1949 года находился в составе Сорокского уезда, после упразднения уездного деления перешёл в непосредственное республиканское подчинение.
С 31 января 1952 года по 15 июня 1953 года район входил в состав Бельцкого округа, после упразднения окружного деления вновь перешёл в непосредственное республиканское подчинение.
31 октября 1957 года в состав Флорештского района переданы большие части территорий упраздняемых Вертюжанского и Котюжанского районов.
10 января 1969 года при восстановлении левобережного Каменского района, в состав последнего была передана часть территории Флорештского района.
В 1990 году, после образования на левом берегу Днестра непризнанной Приднестровской Молдавской Республики, правобережные территории, ранее переданные Каменскому району, были возвращены в состав Флорештского района.
С 1999 года по 2002 год, в рамках проводимой административной реформы, район являлся частью Сорокского уезда. После упразднения уездного деления, район вновь стал самостоятельной административной единицей.

## Население
|            | 2003 год | 2004 год | 2005 год | 2006 год |
| ---------- | -------- | -------- | -------- | -------- |
| Флорешты   | 15 450   | 15 400   | 13 100   |          |
| Гиндешты   | 2 000    | 2 000    | 1 800    |          |
| Маркулешты | 1 950    | 1 900    | 2 100    |          |
| сёла       | 74 500   | 74 300   | 72 200   | 71 600   |
| Всего:     | 93 900   | 93 600   | 89 200   | 88 600   |

## Известные уроженцы
- Бронштейн, Идел Ушерович (род. 1936) — молдавский математик.
- Копров, Ариэль (1913—2007) — еврейский литератор.
- Лернер, Фалик (1904—1974) — еврейский прозаик, публицист, журналист, редактор.
- Лучинский, Пётр Кириллович (род. 1940) — второй Президент Республики Молдова (1996—2001).
- Ривкин, Герц Лейзерович (1908—1951) — еврейский поэт и прозаик.
- Снегур, Мирча Иванович (род. 1940) — первый Президент Республики Молдова (1990—1997).
- Цельман, Цви (1912—1972) — еврейский поэт.
- Тимофти, Николай Васильевич (род. 1948) — четвёртый Президент Республики Молдова (2012—2016).
- Гроза, Дмитрий Дмитриевич (1927 — ?) — дояр колхоза имени Ворошилова Флорештского района Молдавской ССР. Герой Социалистического Труда (15.02.1957)[5]

## Достопримечательности
- В селе Жапка находится действующий женский монастырь.
- Гео-палеонтологический памятник «Скала Жапка» и родник с минеральной водой.